# Улица Корнеева (Домодедово)
Улица Корнеева — улица в центральной части города Домодедово Московской области в районе железнодорожной станции и путей Павелецкого направления Московской железной дороги. Улица носит название в честь сотрудника советской милиции Юрия Корнеева, погибшего при исполнении обязанностей в городе Домодедово.

## Описание
Улица Корнеева берет свое начало от пересечения с Советской улицей и улицей Горького и уходит в южном и юго-восточном направлении, а потом резко поворачивает на юго-запад. Заканчивается улица на пересечении с Каширским шоссе.
По ходу движения со стороны начала улицы справа примыкают улица Горького, Кутузовский проезд, улица Коломийца, Школьный проезд, улица Богдана Хмельницкого и улица 25 лет Октября.
Нумерация домов начинается со стороны улицы Горького и Советской улицы.
Улица Корнеева является улицей с двусторонним движением транспорта, за исключением участка в районе улицы Горького и перекрестка с круговым движением на пересечении с Кутузовским проездом, где организовано одностороннее движение.
Почтовый индекс улицы Корнеева города Домодедово Московской области — 142000 и 142004.

## Примечательные здания и сооружения
- Памятник Юрию Корнееву — улица Корнеева, владение 2.
- Железнодорожная станция Домодедово Павелецкого направления Московской железной дороги[2].
- Автостанция Домодедово — Привокзальная площадь.
- Вышка связи — круговой перекресток улицы Корнеева и Кутузовского проезда.
- Домодедовский хлебозавод — улица Корнеева, владение 12. История завода идет с начала строительства хлебопекарни в 1936 году[3], когда использовались ещё печи на каменном угле. В настоящее время производство модернизировано и оснащено современным оборудованием.
- Домодедовский городской парк культуры и отдыха «Елочки» — Каширское шоссе, владение 107[4].
- Управление Пенсионного фонда России № 26 по городу Москве и Московской области — улица Корнеева, строение 13.
- Администрация города Домодедово (Территориальный отдел микрорайона Центральный) — улица Корнеева, владение 42[5].

## Транспорт
По улице Корнеева осуществляется движение общественного транспорта. Здесь проходят городские автобусные маршруты идущие на автостанцию.